# آيت عيسى إيزم (أسول)
آيت عيسى إيزم هي إحدى مشيخات المملكة المغربية، تتبع جغرافيا لإقليم تنغير وإداريًا لأسول. يقدر عدد سكانها بـ 25 نسمة حسب الإحصاء الرسمي للسكان والسكنى لسنة 2004.